# Ferenc Ardamica
Ferenc Ardamica (n. 30 noiembrie 1941, Lučenec, Banskobystrický kraj, Slovacia – d. 4 august 2023) a fost un scriitor, jurnalist, traducător maghiar din Slovacia.